# Ticinosuchus
Ticinosuchus ist eine Gattung ausgestorbener Archosaurier und gehört jener Entwicklungslinie an, die zu den modernen Krokodilen führt (→ Crurotarsi). Seine fossilen Überreste sind aus der Mittleren Trias der Alpen bekannt.
Die einzige Art der Gattung ist Ticinosuchus ferox. Ihr Holotyp wurde in der sogenannten „Grenzbitumenzone“, einem Horizont des oberen Anisiums des Monte San Giorgio im schweizerischen Tessin entdeckt und 1965 von Bernard Krebs erstmals wissenschaftlich beschrieben. Es handelt sich zwar um ein vollständiges und weitgehend zusammenhängendes, aber relativ stark verdrücktes Skelett, was die Bestimmung erschwerte.

## Name
Der Name Ticinosuchus setzt sich zusammen aus dem italienischen Wort Ticino, das den Fluss Tessin und den gleichnamigen Schweizer Kanton bezeichnet, und dem griechischen Wort σοῦχος (souchos) für Krokodil.

## Merkmale

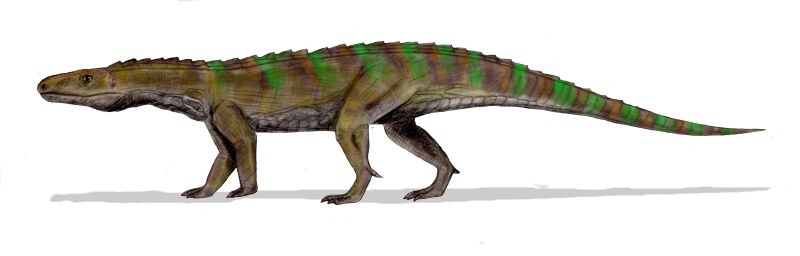
Zeichnerische Lebendrekonstruktion von Ticinosuchus

Ticinosuchus war etwa 2,5 Meter lang und sein Körperbau hatte einige Gemeinsamkeiten mit dem heutiger Krokodile. Sein Rücken war entlang der Wirbelsäule mit kleinen Knochenplatten bedeckt. Der Schädel ist pfeilförmig. Der Bau des Beckens zeigt, dass seine Beine, im Unterschied zu den Krokodilen, unter dem Körper fast senkrecht standen, was ihn vermutlich zu einem schnellen Läufer machte.
Die Ausbildung seines Gebisses sowie Knochenfunde in der Körperhöhle weisen darauf hin, dass Ticinosuchus sehr wahrscheinlich ein Fleischfresser war und sich unter anderem von Fischen ernährte. Aufgrund der Fundorte in marinen Sedimenten (Meeresablagerungen) der europäischen Tethys muss sein Lebensraum die damalige Südküste Europas umfasst haben.

## Sonstiges
Ticinosuchus gilt als einer der möglichen Verursacher des bekannten Spurenfossils Chirotherium.